# Ampere North
Ampere North es un lugar designado por el censo ubicado en el condado de Essex en el estado estadounidense de Nueva Jersey. En el Censo de 2020 tenía una población de 5132 habitantes y una densidad poblacional de 7127,78 habitantes por km². Fue incluido como CDP en el censo de 2020.

## Geografía
Ampere North se encuentra ubicado en las coordenadas 40°46′28″N 74°11′25″O / 40.77444, -74.19028. Según la Oficina del Censo de los Estados Unidos,  tiene una superficie total de 0,72 km², todos correspondientes a tierra firme.